# Walter W. Bacon
Walter Wolfkiel Bacon (New Castle, 20 de janeiro de 1880 - Wilmington, 18 de março de 1962) foi um político norte-americano que foi governador do estado do Delaware, no período de 1941 a 1949, pelo Partido Republicano.

## Governador de Delaware
Concorrendo para governador de Delaware em 1940, ele derrotou o presidente do Partido Democrata do Estado, Josiah Marvel Jr., o candidato do Partido Democrata, e se tornou o único candidato do Partido Republicano eleito para um cargo estadual naquele ano. Ele foi eleito novamente em 1944, quando derrotou Isaac J. MacCollum, o candidato do Partido Democrata.
Os mandatos de Bacon como governador foram marcados principalmente pelos eventos da Segunda Guerra Mundial e suas consequências. Trinta e três mil cidadãos de Delaware serviram nas Forças Armadas naquela guerra e quase 800 morreram. Dois receberam a Medalha de Honra: o sargento William L. Nelson de Middletown e o sargento James P. Connor de Wilmington. As bases aéreas em New Castle e Dover foram assumidas pelo Exército dos EUA e se tornaram os principais pontos de reentrada para os soldados que retornavam quando a guerra acabou. Fort du Pont em Delaware City e Fort Miles em Cape Henlopen tornaram-se importantes instalações militares que protegem as rotas de navegação para o rio Delaware. Os submarinos constantemente ameaçavam a costa do Atlântico próximo e, como o gás e outros produtos de consumo eram principalmente transportados por navio, os muitos naufrágios fizeram com que eles se tornassem muito escassos. Duas coisas não faltavam eram vegetais e frangos de corte. Eles ficaram conhecidos como "Jardins da Vitória", que produziam vegetais em todo Delaware, e o negócio de frangos do Condado de Sussex prosperou. Na verdade, os controles federais de preços criaram um mercado negro de frangos de corte que levou o exército a isolar a península de Delmarva e apreender os frangos para garantir um abastecimento adequado aos militares.

Com tudo isso, Bacon administrou continuamente o governo estadual. Ele tinha a fama de ter sido o primeiro governador a trabalhar regularmente das 8h30 às 17h. Ele gerenciou um orçamento de cerca de US$ 13 milhões e nada o deixou mais orgulhoso do que dobrar o saldo de caixa do estado durante sua gestão. As mudanças sociais desafiaram cada vez mais as antiquadas "leis azuis". Quando a Assembleia Geral demonstrou relutância em revisá-los, o Procurador Geral do Estado, James R. Morford, ordenou que cerca de 500 pessoas em todo o estado fossem presas por vários delitos de sábado. Depois que os nomes dos presos apareceram nos jornais locais, as leis começaram a mudar.